# Grenadelle
Passiflora ligularis, Grenadille sucrée, Grenadille douce
Espèce
Classification APG III (2009)
La grenadelle, aussi appelée grenadille sucrée ou grenadille douce (Passiflora ligularis), est une espèce de plantes à fleurs appartenant au genre Passiflora (les passiflores) et de la famille des passifloraceae. Elle fait partie des fruits dénommés fruit de la passion. C'est une plante grimpante originaire d'Amérique du Sud. L'épithète ligularis du nom latin vient de sa corolle en ligule.

## Habitat
La grenadelle est originaire des montagnes des Andes entre la Bolivie et le Venezuela. On en trouve en Argentine et au Mexique mais aussi dans les montagnes tropicales d'Afrique et d'Australie (de 1 700 à 2 600 m) et même à l'Île de la Réunion, en Haïti. Il y en a aussi sur les îles de Nouvelle-Calédonie et de Polynésie française.

## Description
La grenadelle a de grandes feuilles cordiformes simples pouvant mesurer 20 cm de long sur 15 cm de large.
Ses fleurs vert-blanc et mauve sont agréablement parfumées.
Le fruit est jaune orangé de forme ronde avec une petite queue dure au sommet. C'est un des meilleurs fruits de la passion et on le trouve assez facilement dans le commerce.
Il mesure de 6,5 à 8 cm de long et de 5 à 7 cm de diamètre. La peau est coriace et luisante avec un revêtement souple à l'intérieur qui protéger les nombreuses graines dures et noires baignant dans une pulpe gélatineuse. Il est plus gros que le fruit de la passion et ne se fripe pas.
La pulpe aigre-douce est la partie comestible du fruit. Elle est très aromatique et contient des vitamines A, C, et K, du phosphore, du fer, et du calcium.

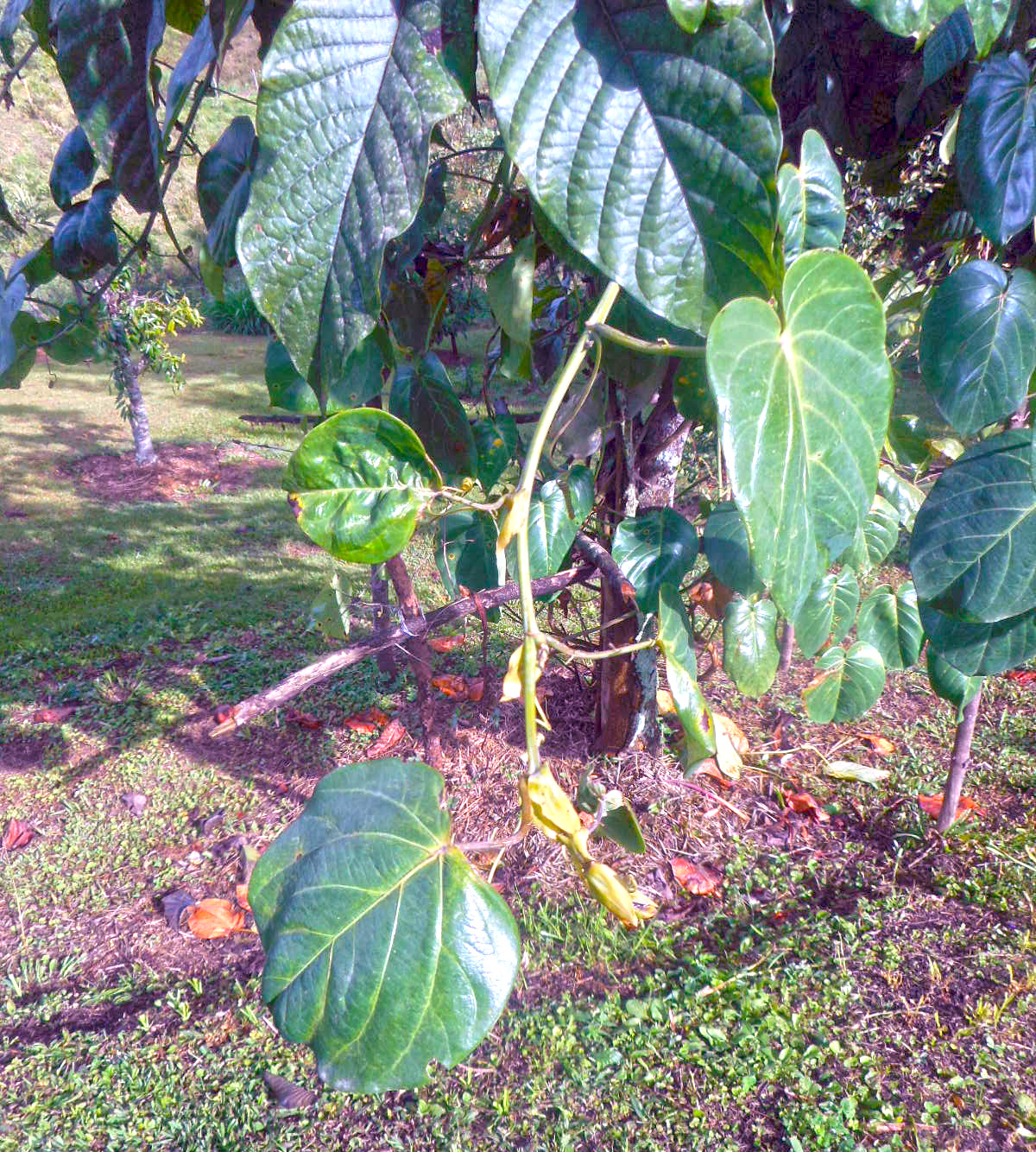
Feuillage.
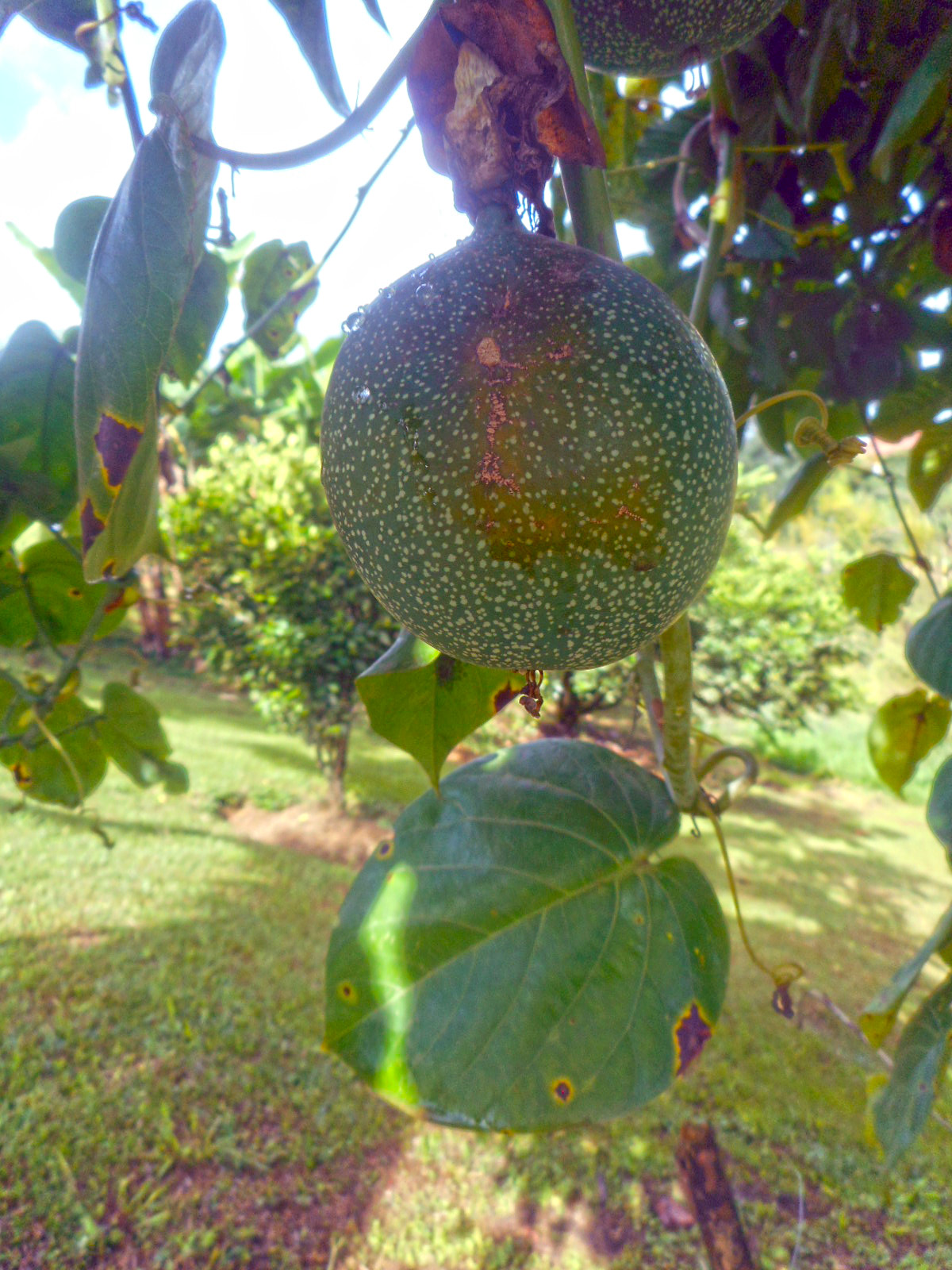
Fruit.
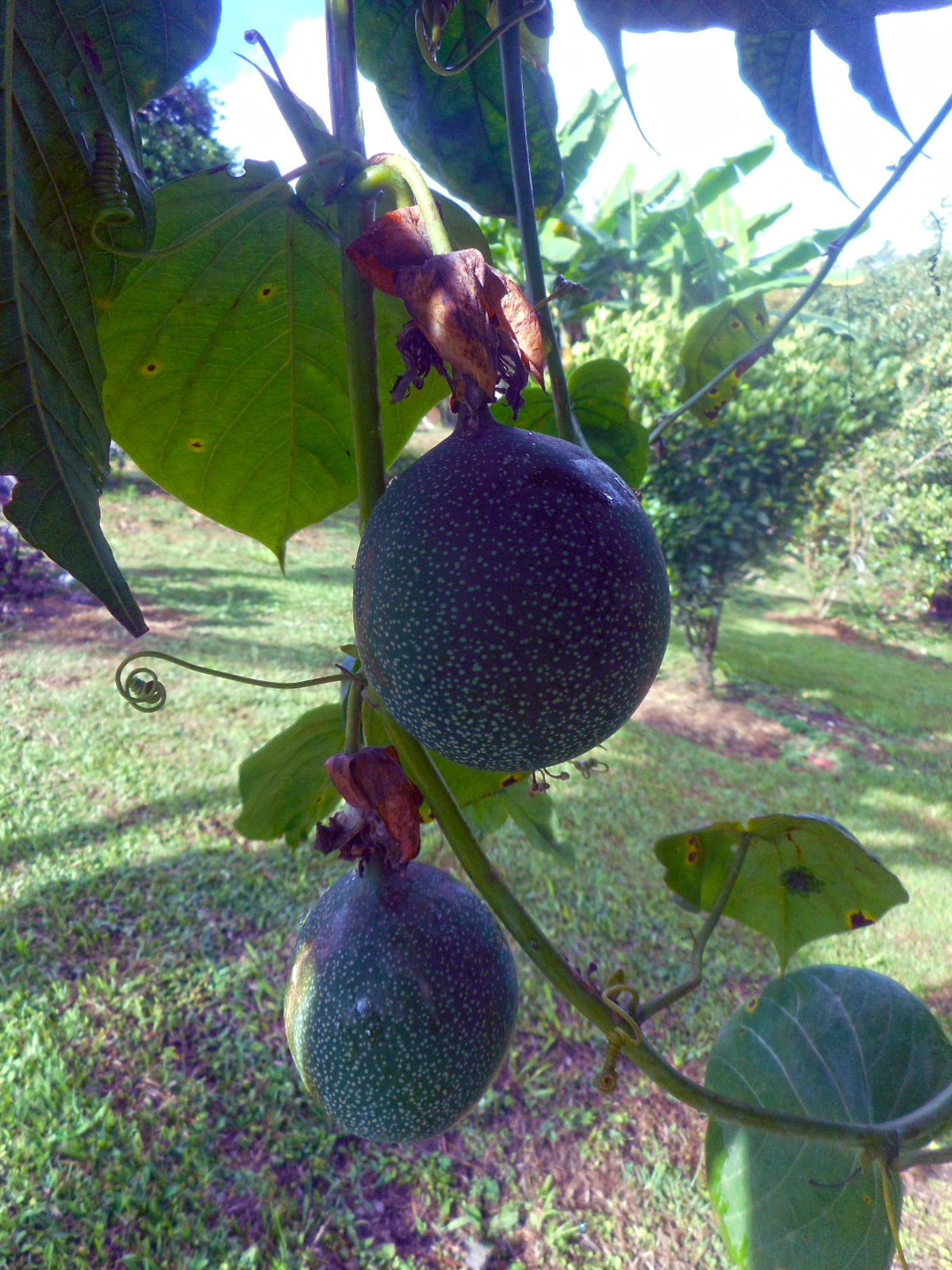
Fruits.
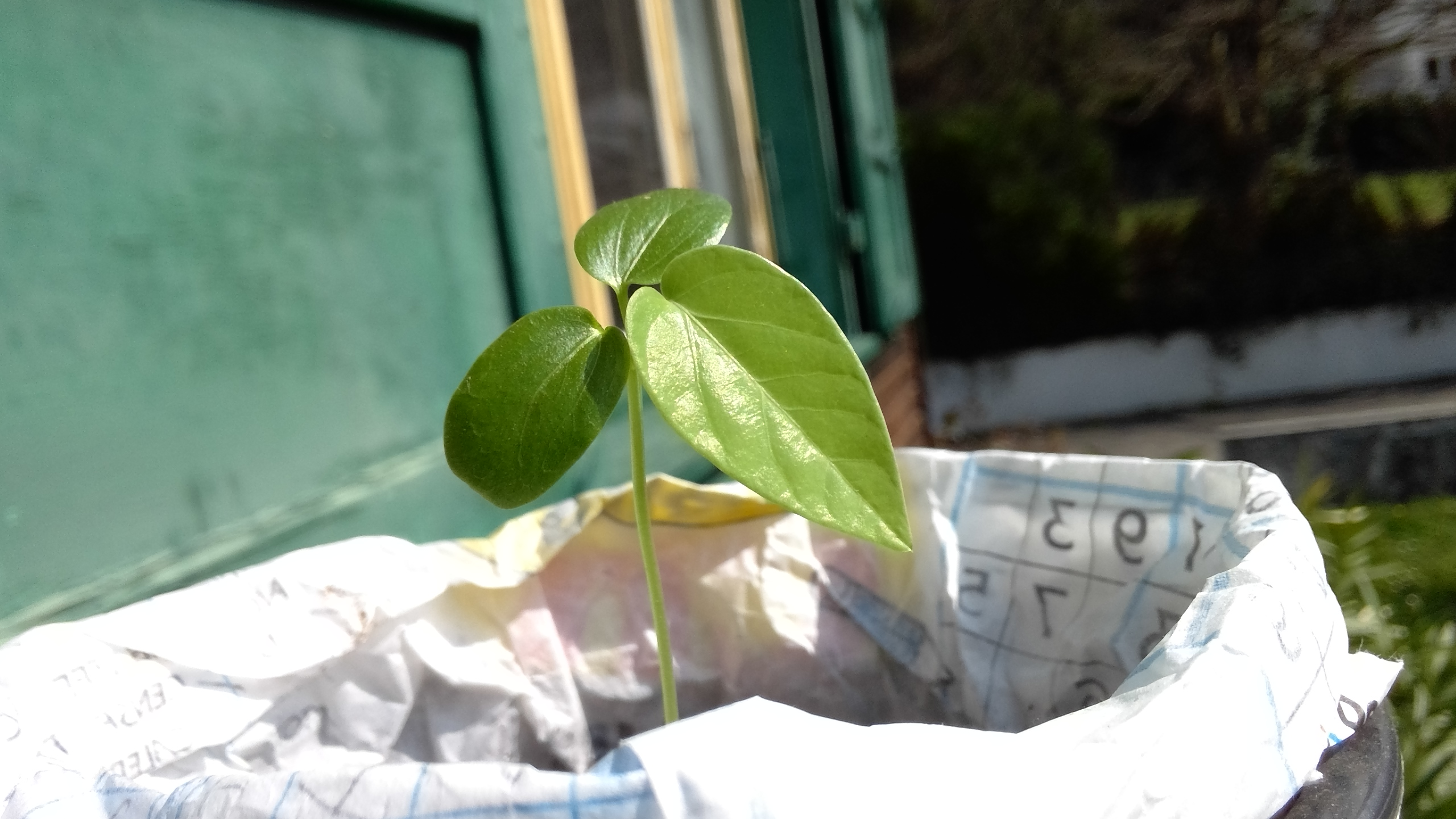
Plantule semée en pot.
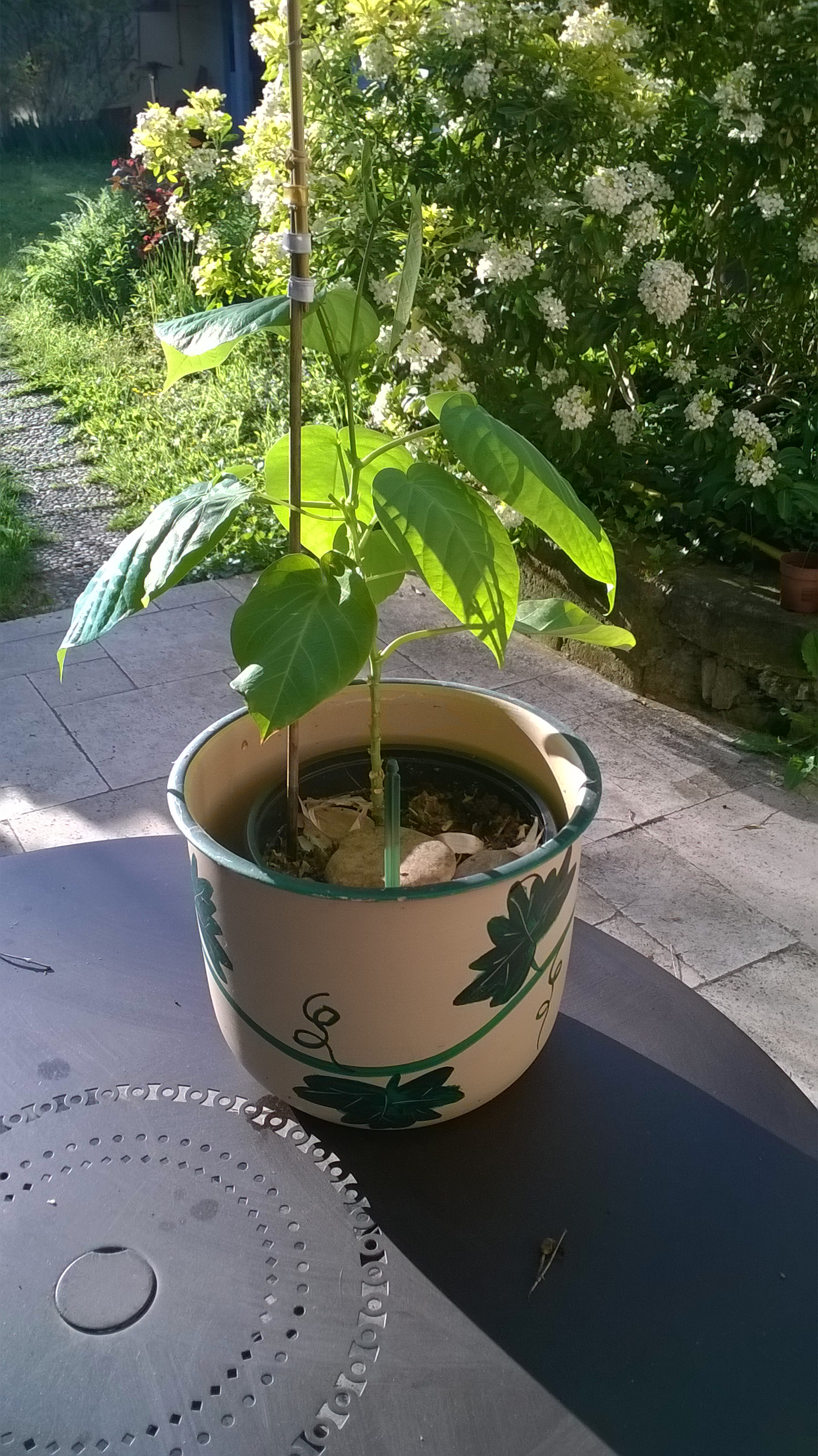
Jeune grenadelle en pot.
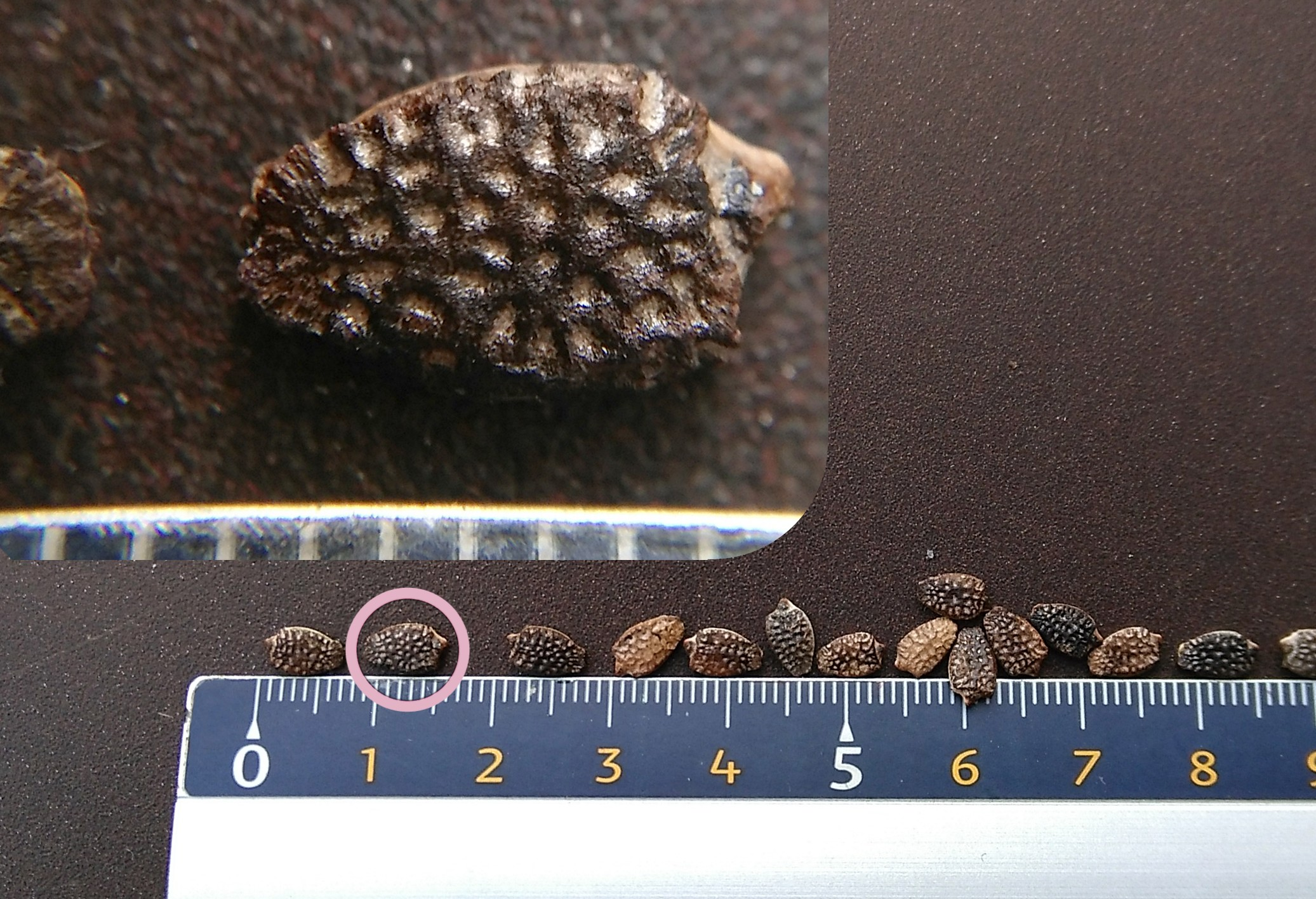
Graines de grenadelle.

## Production
Les principaux pays producteurs sont le Venezuela, la Colombie et Madagascar. Les principaux importateurs sont les États-Unis, le Canada, la Belgique, les Pays-Bas, la Suisse, et l'Espagne.

## Culture
La grenadelle apprécie des climats humides allant de 15 à 18 °C avec 600 à 1 000 mm de pluie annuelle. En extérieur, elle ne peut fructifier qu'en zone chaude (USDA 9b) et ne survit pas à des températures négatives.
La grenadelle se multiplie bien par semis et, si elle est cultivée dans de bonnes conditions, commencera à produire des fruits vers l'âge de 2 ans.